# 1270-1279
De jaren 1270-1279 (van de christelijke jaartelling) zijn een decennium in de 13e eeuw.

## Gebeurtenissen

### Kruistochten
- 1270 : Achtste Kruistocht. Koning Lodewijk IX van Frankrijk vertrekt voor een tweede maal op kruistocht. De bedoeling is om via de Carthagoroute, het Mammelukkensultanaat Caïro in het hart te treffen en zo het Heilig land te heroveren. Lodewijk sterft oneervol aan dysenterie nabij Tunis.
- 1271 : Sultan Baibars verovert de burchten, Krak des Chevaliers van de Hospitaalridders en het Montfort kasteel van de Duitse Orde.
- 1271 : Negende Kruistocht. Prins Eduard I van Engeland komt een jaar later toe in Akko.
- 1271 : Eduard krijgt steun van de Mongoolse khan Abaqa. Baibars valt het Koninkrijk Cyprus aan.
- 1272 : Verdrag van Caesarea. Eduard en Baibars sluiten vrede. Kort daarna is een moordpoging op Eduard
- 1272 : Op de terugweg hoort Eduard dat zijn vader Hendrik III van Engeland is gestorven.
- 1274 : Tweede Concilie van Lyon. Paus Gregorius X roept op voor een nieuwe kruistocht.
- 1277 : Karel I van Napels koopt de titel koning van Jeruzalem van Maria van Antiochië.
- 1277 : Sultan Baibars sterft, hij wordt opgevolgd door zijn zoon Al-Said Barakah.

### Azië
- 1271 : Koeblai Khan maakt Khanbaliq de nieuwe hoofdstad van zijn rijk en sticht zo de Yuan-dynastie in China.
- 1273 : Sambyeolcho opstand. De Mongolen weten de opstand neer te slaan.
- 1274 en 1281: Mongoolse invasiepogingen van Japan, beide mislukt door grote stormen.
- 1275 : Marco Polo arriveert in China.
- 1277 : Slag bij Ngasaunggyan : Mongolen halen een overwinning op het Koninkrijk Pagan.
- Singhasari bereikt tijdens Kartanegara's regering het hoogtepunt van haar macht. De Javanen bouwen een grote vloot en beheersen enige tijd de specerijenhandel in de archipel. Opstanden van vazallen als Cayaraja in 1270 en Mahisa in 1280 worden onderdrukt.

### Heilig Roomse Rijk
- 1272 : Richard van Cornwall, Koning van Duitsland, sterft.
- 1273 : Rudolf I van Habsburg wordt door de keurvorsten tot koning gekozen, dit maakt een einde aan het Interregnum.
- 1274 : Op de Rijksdag in Neurenberg wordt besloten dat alle nalatenschap sinds de dood van de laatste keizer weer moest worden hersteld, hiermee wordt koning Ottokar II van Bohemen geviseerd.
- 1278 : Slag op het Marchfeld eindigt met de dood van Ottokar. De Habsburgers worden de heersers over Oostenrijk.

### Lage Landen
- 1274 : Verdrag van Montreuil. De Vlaamse handel krijgt een zware klap als gravin Margaretha van Constantinopel in 1270 beslag laat leggen op alle bezittingen van Engelse kooplieden vanwege achterstallige betalingen van een beursloon dat al rond 1066 was aangegaan door de Engelse koningen. Koning Hendrik III van Engeland reageert door de Vlaamse handelaren in Engeland te arresteren en hun goederen en schepen in beslag te nemen, voor zover die handelaren niet vlak daarvoor het land hebben verlaten. De gevolgen zijn ernstig, doordat het embargo voor de Vlaamse kooplieden duurt tot 1274, met moeilijkheden tot 1278.
- Tussen 1265 en 1285 teisteren overstromingen, door het begeven van zeedijken, het binnenland van Vlaanderen.
- Graaf Floris V van Holland ontneemt de bisschop van Utrecht Amstelland, Waterland, het Gooi en Woerden.

### Godsdienst
- In dit decennium volgen vier pausen elkaar in korte tijd op: Gregorius X, Innocentius V, Adrianus V en Johannes XXI.
- Als Alfons van Poitiers in 1271 kinderloos sterft, gaat zijn bezit naar de Franse koning, maar hij heeft het Comtat nagelaten aan de Heilige Stoel, wat in 1274 wordt erkend. Het Comtat wordt met andere woorden een pauselijke staat.
- De "leer van de dubbele waarheid" uit het Averroïsme wordt in 1270 en in 1277 door de Kerk veroordeeld.

## Kunst en cultuur
- In het culturele leven van zijn tijd neemt Alfons de Wijze een uitmuntende plaats in. Hij laat zich omringen door een keur van Spaanse, Joodse en Arabische geleerden die uiteenlopende takken van de wetenschap vertegenwoordigen. Aan zijn hof worden talrijke wetenschappelijke werken, oorspronkelijk in het Arabisch of Hebreeuws geschreven, in het Latijn of in het Spaans vertaald. Op die manier dient Castilië als schakel tussen de oosterse wetenschap en de Europese cultuur. Voor de ontwikkeling van de Spaanse taal speelt Alfons de Wijze een belangrijke rol: in de officiële documenten laat hij het Latijn vervangen door het Castiliaans, waardoor deze taal voor het eerst een officiële status krijgt.

## Personalia
Geboren
- 1270 - Jacob ben Asher, Spaans geestelijk schrijver
- 1271 - Ghazan, Mongoolse keizer van Il-kanaat
- 1276 - William Wallace
- 1278 - Nicola Pisano, Italiaans beeldhouwer

Overleden
- 1270 - Lodewijk IX van Frankrijk
- 1272 - Go-Saga, keizer van Japan
- 1273 - Boudewijn II van Namen
- 1278 - Ottokar II van Bohemen

<< · 1270 · 1271 · 1272 · 1273 · 1274 · 1275 · 1276 · 1277 · 1278 · 1279 · >>
<< · 1200-1209 · 1210-1219 · 1220-1229 · 1230-1239 · 1240-1249 · 1250-1259 · 1260-1269 · 1270-1279 · 1280-1289 · 1290-1299 · >>